# شو هائوفنگ
شو هاوفنگ (انگلیسی: Xu Haofeng؛ زادهٔ ۲۷ ژانویهٔ ۱۹۹۹) بازیکن فوتبال اهل چین است.
وی همچنین در تیم‌های ملی فوتبال زیر ۲۰ سال و بزرگسالان چین بازی کرده‌است.